# Clube Desportivo de Gouveia
O Clube Desportivo de Gouveia, é uma associação desportiva sediada em Gouveia, na Serra da Estrela, no distrito da Guarda a jogar atualmente com a sua equipa sénior na 1ª divisão do Campeonato Distrital da Associação de Futebol da Guarda, sendo um dos clubes mais titulados da Associação e do Distrito.
As equipas de juniores (sub-19) e juvenis (sub-17) militam também nos campeonatos distritais da AF Guarda. A secção de futsal não compete na presente época.

## História
O clube foi fundado a 17 de Setembro de 1963. A sua fundação deu-se com a fusão de 3 clubes sediados na então vila de Gouveia: Sport Gouveia e Benfica, Clube de Futebol "Os Gouveenses" e Sporting Clube de Gouveia. Também se conheciam, embora não tenham feito parte da fundação, o Futebol Clube do Porto e Gouveia, o União Académica Gouveense (mais tarde Futebol Clube Gouveia), o Juventude SC e o Operário de Gouveia.
Em 2013 celebrou os 50 anos de existência da melhor maneira com a vitória no campeonato distrital da Associação de Futebol da Guarda e com a vitória na taça de honra da Associação de Futebol da Guarda.

### Personalidades do Clube
Referência maior do clube é Bento Couceiro, que levou o clube ao ponto mais alto da sua história, a subida à 2ª divisão nacional na sua época de estreia (1965/66) no clube da cidade-jardim. Outra referência do clube foi o inesquecível Matateu, goleador internacional português que representou o clube serrano na época de 1967/68.
O clube ficou mais conhecido a nível nacional e internacional após o videojogo Championship Manager: Season 01/02, por existir um Tó Madeira no plantel inicial, que era um dos melhores avançados do videojogo, tendo sido eleito o melhor jogador do jogo pelos internautas.

## Palmarés
| Competições                                          | Total de Títulos | Temporadas                                                                               |
| ---------------------------------------------------- | ---------------- | ---------------------------------------------------------------------------------------- |
| 1ª Divisão Distrital Associação de Futebol da Guarda | 9                | 1964/65, 1965/66, 1966/67, 1982/83, 1984/85, 1999/00, 2001/02, 2013/14, 2015/16, 2022/23 |
| Taça Associação de Futebol da Guarda                 | 4                | 2010/11, 2013/14, 2017/18                                                                |